# Thomas Szasz
Thomas Szasz (15. dubna 1920, Budapešť, Maďarsko – 8. září 2012, Manlius, New York, USA) byl americký psychiatr maďarského původu. Stal se kritikem morálních i vědeckých základů klasické psychiatrie, jedním z představitelů antipsychiatrie.

## Život
Szasz se narodil v Budapešti židovským rodičům Gyulovi a Lily Szászovým. Roku 1938 se přestěhoval do Spojených států, kde studoval medicínu na University of Cincinnati. Dva roky sloužil u amerického námořnictva. Pracoval na Chicago Institute for Psychoanalysis, později na State University of New York.

## Kritika psychiatrie
Szasz velmi ostře kritizoval pojetí „duševní nemoci“, kdy je jako „nemoc“ vnímáno problematické, znepokojivé, šokující či otravné chování. Pro Szasze mohlo být nemocí pouze něco, co lidé „mají", zatímco chování je něco, co „dělají". V nemocích se podle něj projevují problémy ve fungování lidského těla nebo jeho jednotlivých orgánů, a žádné chování tak nemocí být nemůže.
Nemoc totiž musí být nějakým způsobem měřitelná či vědecky ověřitelná, musí se podle Szasze také projevovat na buněčné nebo molekulární úrovni. Skutečná nemoc je podle něj rovněž prokazatelná nejen u žijících lidí, ale i při pitvě. Psychiatrii, která se jen schovává za roušku vědeckosti, považoval za systém společenské kontroly a za ohrožení svobody a lidské důstojnosti.

## Citáty
- Každé vědomé učení vyžaduje ochotu snést zranění vlastní sebeúcty. Proto se malé děti, dříve než si začnou být vědomy vlastní důležitosti, učí tak snadno.
  - Every act of conscious learning requires the willingness to suffer an injury to one's self-esteem. That is why young children, before they are aware of their own self-importance, learn so easily.

- Jedno přísloví varuje: „Neměl bys kousat ruku, která tě krmí.“ Ale možná bys měl, pokud ti brání, aby ses najedl sám.
  - The proverb warns that 'You should not bite the hand that feeds you.' But maybe you should, if it prevents you from feeding yourself.

## Dílo
- The Myth of Mental Illness (1960)
- The Manufacture of Madness (1970)
- Pharmacracy: Medicine and Politics in America. 2001
- Liberation by Oppression: A Comparative Study of Slavery and Psychiatry. 2002
- Faith in Freedom: Libertarian Principles and Psychiatric Practices. 2004
- My Madness Saved Me: The Madness and Marriage of Virginia Woolf. 2006
- The Medicalization of Everyday Life: Selected Essays. 2007
- Coercion as Cure: A Critical History of Psychiatry. 2007
- Psychiatry: The Science of Lies. 2008